# Långskogen
Långskogen är en bebyggelse i Varvs socken i Motala kommun. Från 2015 avgränsar SCB här en småort.